# Reinier Kennedy

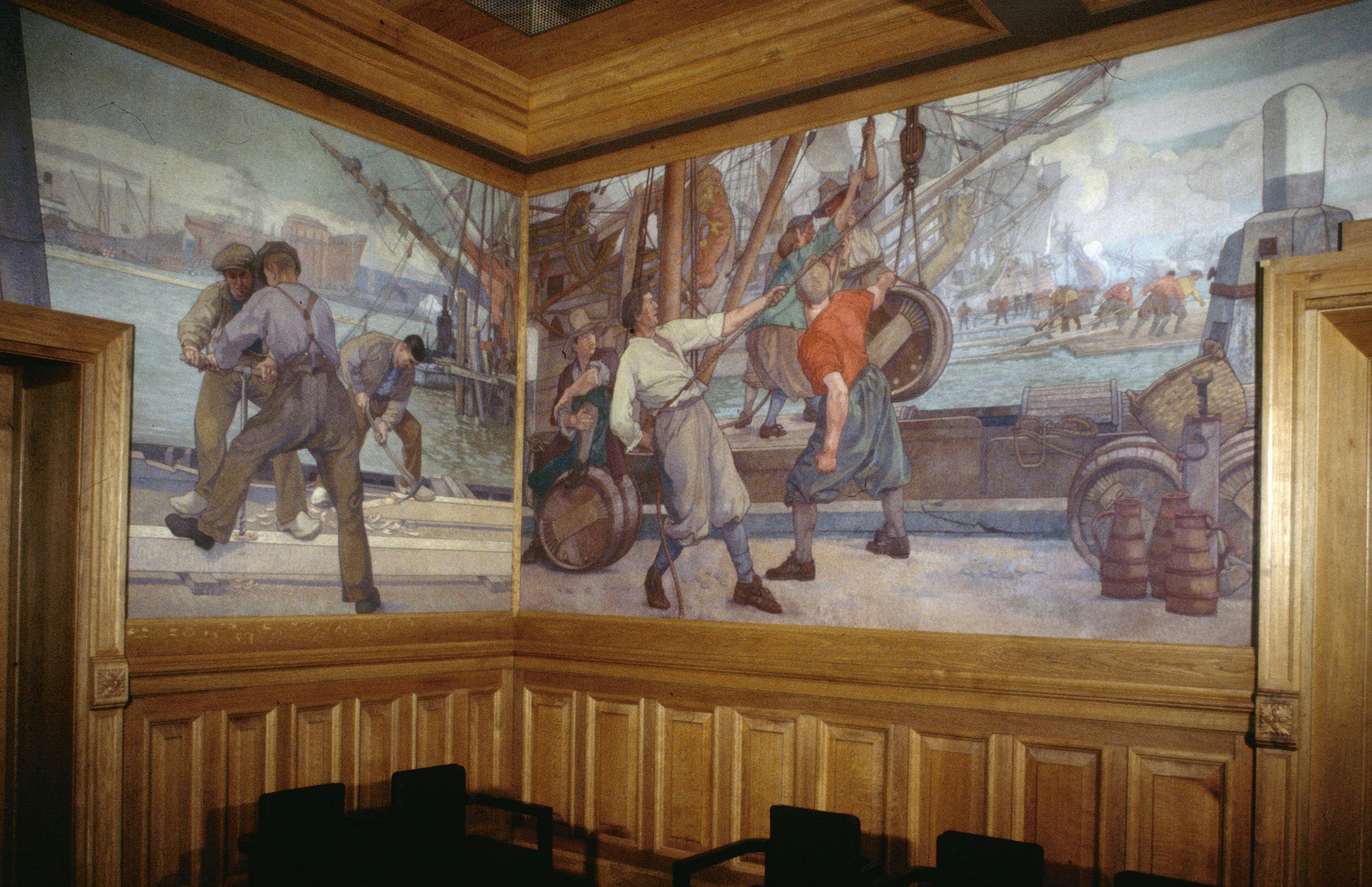
Wandschildering trouwzaal Stadhuis Dordrecht

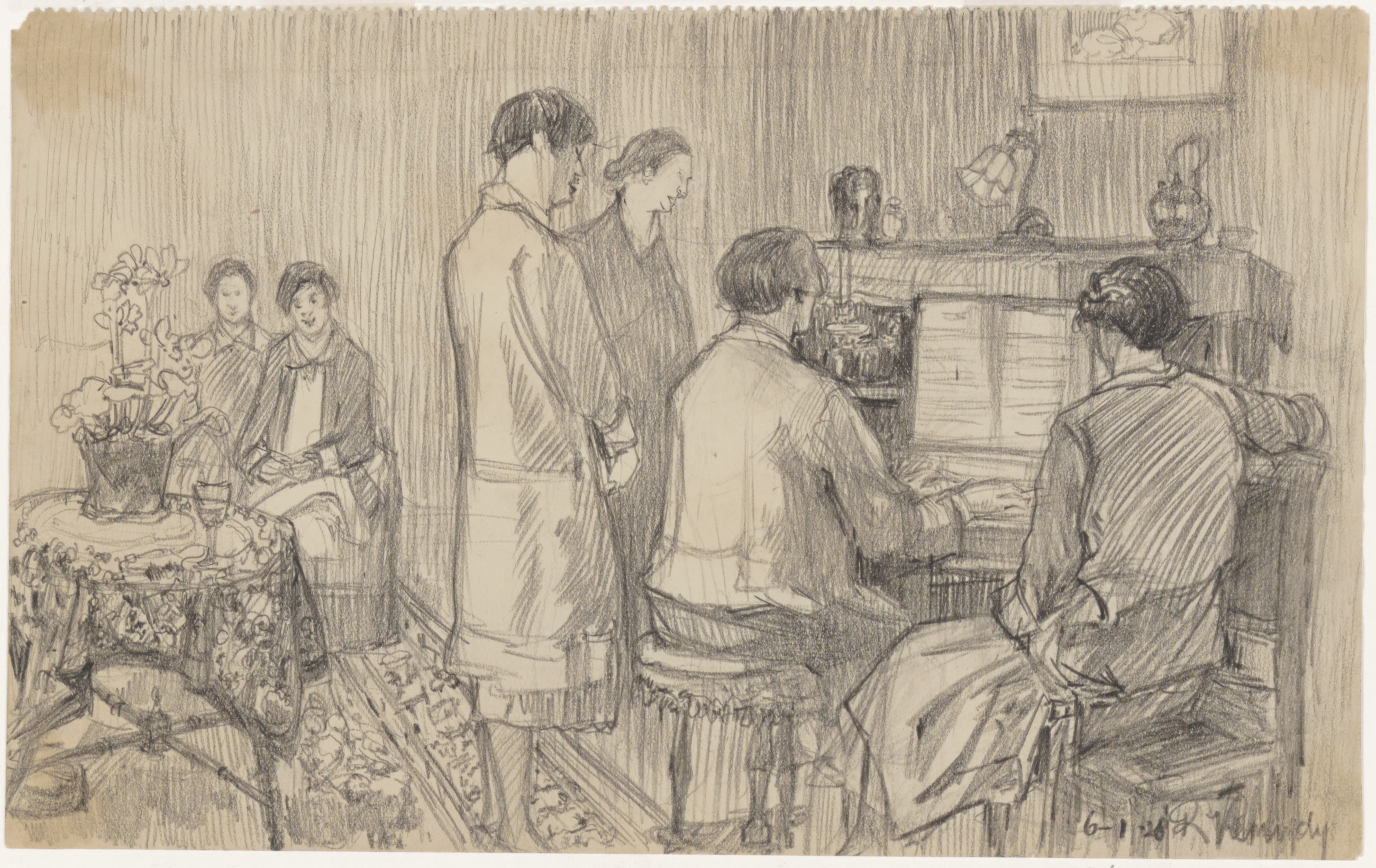
Musicerend gezelschap, 1928, Regionaal Archief, Dordrecht

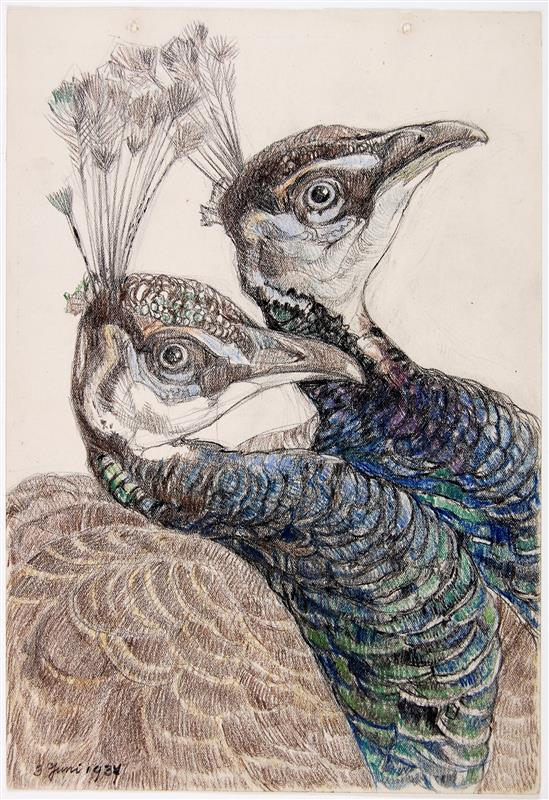
Twee pauwen, 1937, Dordrechts Museum

Reinier Willem Kennedy (geboren Kennedie) (Dordrecht, 16 augustus 1881 – Bergen op Zoom, 23 maart 1960) was een Nederlands kunstschilder.
Reinier Willem Kennedy werd geboren in Dordrecht en groeide daar ook op. Hij veranderde zijn familienaam van Kennedie in Kennedy. Hij was kunstschilder, decoratieschilder, grafisch ontwerper, aquarellist 
De stijl van het werk van Kennedy heeft kenmerken van het naturalistische werk van de Belgische decoratieschilders en dat van Nederlandse monumentale schilders als Antoon Derkinderen en Thorn Prikker.

## Levensloop
- 1894 opleiding tot huisschilder aan de Ambachtsschool in Dordrecht.
- 1897 opleiding aan de Burger Avondschool met privélessen tekenen en schilderen van de Dordtse kunstschilder Roeland Larij (1855-1932).
- 1897-1902 opleiding aan de kunstacademie Rotterdam met les in decoratieschilderen van Arij Spoon (1859-1945) en vriendschap met de decoratieschilder en restaurator Hendrik Luitwieler (1876-1953).
- 1902 verhuizing naar Brussel. Daar volgde Kennedy lessen bij Jean Delville (1867-1953) en lessen in decoratieschilderen bij Constant Montald (1862-1944).
- 1902 tot 1906 financiële ondersteuning voor zijn studie in de vorm van een stipendium uit het Ary Schefferfonds.
- 1905 academieprijs van de Brusselse Academie, waardoor hij een jaar lang gebruik kon maken van een atelier in het academiegebouw
- 1914 door de Eerste Wereldoorlog genoodzaakt om Brussel te verlaten en, terug in Dordrecht, lid en vervolgens bestuurslid van het Teekengenootschap Pictura, waar hij regelmatig exposeerde.
- 1914-1915 eerste wandschildering voor het Stadhuis van Dordrecht: De haven van Dordrecht
- 1921 en 1926 nog twee wandschilderingen voor het stadhuis: De handel van Dordrecht in de Gouden Eeuw en De Dordtse industrie in de twintigste eeuw. Na de restauratie van het stadhuis in de jaren tachtig van de vorige eeuw kregen de wandschilderingen een nieuwe plek in de trouwzaal, die de naam Reinier Kennedyzaal kreeg.
- 1918 solotentoonstelling als lid van de Dordtse kunstkringen Pictura
- 1919 lid van het Haagse kunstenaarsgenootschap Pulchri Studio en deelname aan exposities in Studio.
- 1922 opdracht voor het realiseren van een atelier in zijn huis aan de Reeweg aan architect H.A. Reus (1872-1935)
- 1928 keerpunt in zijn leven. Mentaal kreeg hij problemen en hij werd opgenomen in psychiatrische instelling Vrederust te Halsteren. Hij zou er 32 jaar, tot aan zijn dood op 23 maart 1960, blijven wonen. Kennedy is begraven op Vrederust.

Tijdens zijn verblijf in de instelling bleef Kennedy schilderen en tekenen, schreef hij vele brieven en hield hij een dagboek bij. In zijn schetsboeken van die tijd zijn paarden, koeien, pauwen, zeemeeuwen en vlinders met veel aandacht en oog voor detail getekend. Omdat de gemeente de kosten van zijn verpleging betaalde, werd zijn nalatenschap eigendom van de gemeente Dordrecht. Zijn dagboeken en schetsboeken met dagboeknotities zijn opgenomen in de collectie van het Regionaal Archief Dordrecht. Zijn schilderijen maken deel uit van de collectie van het Dordrechts Museum.

## Werken
- De St. Elisabethsvloed van 1421, olieverf op doek
- Portret Jan H. Reinhardt, olieverf op doek
- Bosgezicht, olieverf op paneel
- Stilleven met O.I. kers, olieverf op paneel
- Paard aan de rivier, olieverf op doek
- Stilleven met appels, olieverf op panel
- 1918 Havengezicht, olieverf op doek
- 1929 Blauw bos, olieverf op jute
- 1930-1960 Pluimvee en stokrozen, olieverf
- 1930-1960 W, olieverf
- 1934 Appelboomgaard, olieverf
- 1935-1960 Bloesem, olieverf op jute
- 1936 Appelboom, olieverf op jute
- 1937 Stilleven met pompoenen, olieverf op jute
- 1938 Bloeiende appelboom, olieverf op jute
- 1940-1960 Paddestoelen, olieverf op jute
- 1940-1960 Morgen, olieverf op jute
- 1942 Voorjaarsbomen bij de stad, olieverf op karton op jute
- 1943 Korenschoven voor molen, olieverf op jute
- 1945 Twee bomen in een weiland, olieverf op jute
- 1948 Paard in weiland aan de rivier, olieverf op jute
- 1953 Pad met fietser en paardrijder, olieverf op jute
- 1957 Weide met paard en koeien met op de voorgrond een kind, olieverf op jute
- Holleweg naar Fort Pinsen[2]dode link
- Tuin van Vrederust
- Bij landgoed Lievenshove, oorlogsjaren
- Houtwagen in omgeving Lievensberg
- Tuinman of medepatiënt met pompoenen op Vrederust

## Tentoonstellingen (selectie)
- Kennedy vogelvrij 6 maart tot en met 30 maart 2010 in Hof van Dordrecht in Dordrecht[3]
- Kennedy op Vrederust van 15 april t/m 25 september 2011 in het Markiezenhof in Bergen op Zoom en op Landgoed Vrederust in Bergen op Zoom